# Adryas iris
Adryas iris är en stekelart som beskrevs av Pinto och Richard Owen 2004. Adryas iris ingår i släktet Adryas och familjen hårstrimsteklar.
Artens utbredningsområde är:
- Bolivia.
- Colombia.
- Costa Rica.

Inga underarter finns listade i Catalogue of Life.